# St. Walburga-Realschule
Die St. Walburga-Realschule ist eine katholische Privatschule für Mädchen und Jungen in Meschede in Trägerschaft des Erzbistums Paderborn. Sie umfasst rund 400 Schüler (Stand 2024).

## Geschichte
Beginn der Höheren Mädchenbildung in Meschede war 1874. Die Eröffnung der privaten Höheren Mädchenschule erfolgte 1896 in der Trägerschaft eines Eltern-Kuratoriums am Stiftsplatz. 1923 übernahm die Stadt die vierklassige Höhere Mädchenschule und gliederte sie an die Städtische Rektoratsschule, Steinstraße, an (Bezeichnung: Höhere Stadtschule; Mädchen-Mittelschule). 1929 erfolgte die Übernahme der Schule durch die Genossenschaft der Armen Schulschwestern in Brakel (Ausbau zu einer fünfklassigen Schule). 1932 wurde die Höhere Mädchenschule in eine Mädchenmittelschule mit dem Abschluss Mittlere Reife umgestaltet. 
1939 wurde der Antrag auf Aufnahme der Mädchenmittelschule in die Reichsgemeinschaft der deutschen Privatschulen abgelehnt, weil der Träger nicht Mitglied der NSDAP werden wollte. 1940 folgten die Auflösung der privaten Mädchenmittelschule durch die nationalsozialistische Regierung und die Übernahme durch die Stadt Meschede. Das Schulgebäude wurde bei dem Bombenangriff auf Meschede am 28. Februar 1945 völlig zerstört. Die Militärregierung genehmigte die Wiedereröffnung der Mädchenmittelschule in Baracken an der Talsperre (so genannte Juliusruhe) unter der Trägerschaft der Genossenschaft der Armen Schulschwestern im Jahr 1946.
Die Einweihung des neuen Schulgebäudes für die Mädchenmittelschule, An Klocken Kapelle, am damaligen Stadtrand erfolgte 1950. 1954 wurden weitere Klassenräume angebaut. 1968 wurde ein neues Schulgebäude geplant. 1972 wurde der naturwissenschaftliche Trakt eingeweiht. 1977 war die Übergabe der St. Walburga-Realschule in die Trägerschaft des Erzbistums Paderborn. 1982 geschah die Einweihung des Erweiterungsbaus durch Generalvikar Kresing. Die Einführung der Koedukation folgte 1982.
Die Einweihung des Anbaus mit neuer Sporthalle, Forum (Aula), Betreuungsraum, Musikraum und Studio geschah 2019 durch Dompropst Joachim Göbel. Der Anbau gewann den Architekturpreis Südwestfalen des Bundes Deutscher Architekten 2020.